# Franz Tunder
Franz Tunder (* 1614 in Lübeck; † 5. November 1667 ebenda) war ein deutscher Komponist und Organist. 

## Leben

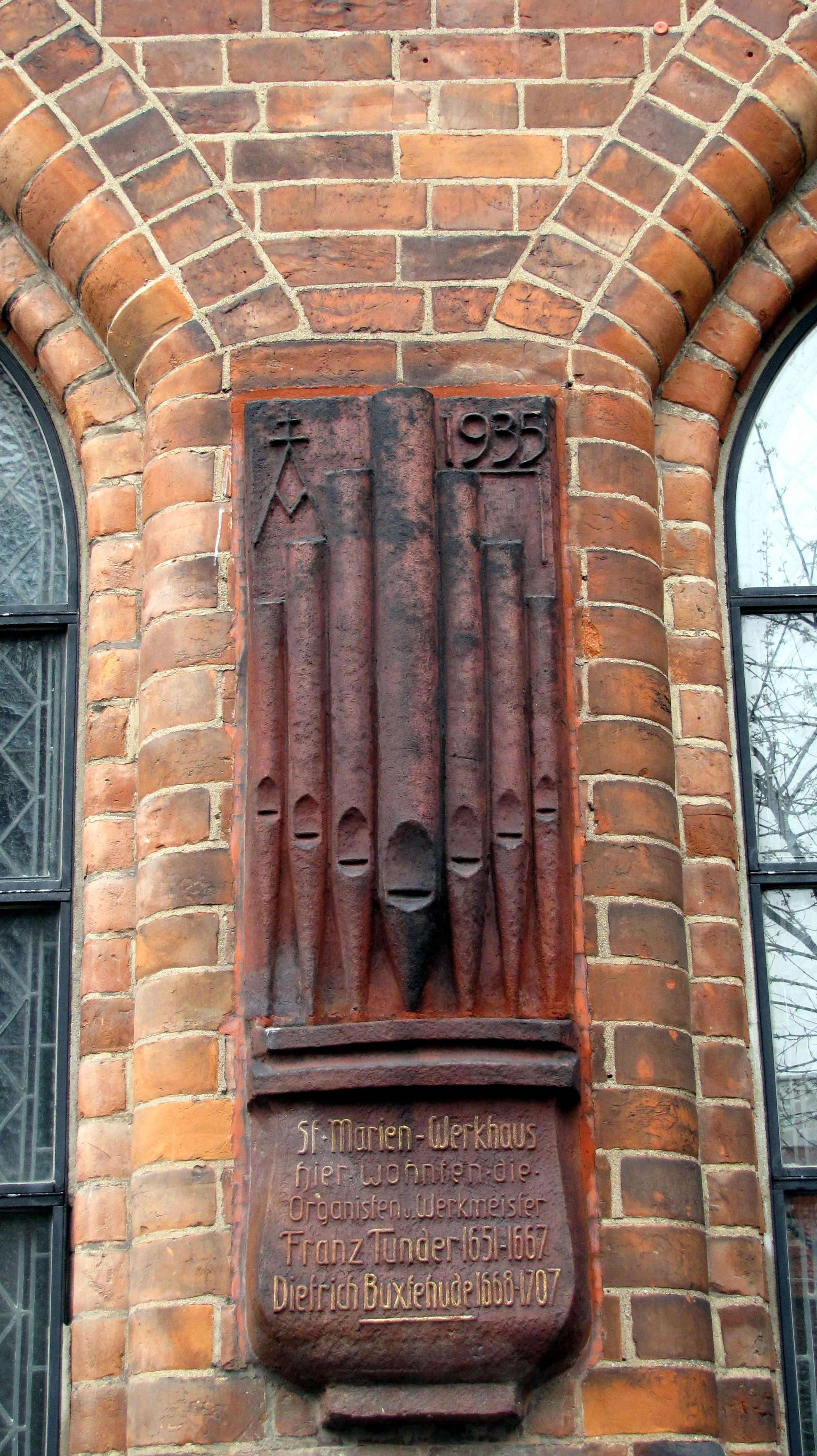
Gedenktafel Tunder und Buxtehude am Marienwerkhaus in Lübeck von 1935

Tunder sollte nach älterer Ansicht in Bannesdorf oder Burg auf Fehmarn geboren sein, nach neueren Erkenntnissen ist jedoch Lübeck sein Geburtsort. Nach Angabe von Johann Mattheson war Tunder ein Schüler von Girolamo Frescobaldi; die heutige Forschung bezweifelt dies jedoch und vermutet eher, dass Tunders Amtsvorgänger Johann Heckelauer Schüler Frescobaldis war. In dessen Nachfolge wirkte Tunder von 1632 bis 1641 in Schloss Gottorf als Hoforganist Friedrichs III. 
Danach war er von 1641 bis zu seinem Lebensende als Nachfolger von Peter Hasse Organist, ab 1647 im Nebenamt auch Werkmeister (d. h. Verwaltungsleiter) an der Marienkirche in Lübeck. 
Franz Tunder pflegte gute persönliche Kontakte zu Friedrich Stellwagen: Die beiden Familien stellten gegenseitig die Taufpaten für ihre Kinder.
Tunder war der Amtsvorgänger und Schwiegervater des Orgelvirtuosen Dietrich Buxtehude. Er führte in Lübeck die bis heute andauernde Tradition der Abendmusiken ein. Franz Tunder gilt als einer der großen Vertreter der Norddeutschen Orgelschule, so prägte er als einer der ersten den Typus der norddeutschen Toccata. Neben Orgelwerken schuf Tunder geistliche Vokalmusik. Er initiierte die Entwicklung der lutherischen Kirchen-Kantate, und schrieb Motetten und geistliche Arien. Tunders Werk ist größtenteils verschollen. Ungeachtet dessen sind die erhaltenen Werke außergewöhnlich expressiv durch ausgiebigen Dissonanzgebrauch, was das spätere Werk von Buxtehude und Johann Sebastian Bach vorbereitete.

## Ehrungen
Nach ihm ist der Asteroid (7871) Tunder benannt.

## Erhaltene Werke
- 9 geistliche Konzerte für 1 Gesangsstimme, darunter An Wasserflüssen Babylon
- 9 geistliche Konzerte für 3–6 Gesangsstimmen

für Orgel:
- 5 Praeludien (4 in g-Moll, 1 in F-Dur)
- Canzone in G-Dur über ein Thema von della Porta
- Choralfantasien:

Auf meinen lieben Gott
Christ lag in Todesbanden
Herr Gott, dich loben wir
In dich hab ich gehoffet, Herr
Jesus Christus, unser Heiland, der von uns den Gotteszorn wandt
Jesus Christus, wahr Gottes Sohn
Komm, Heiliger Geist, Herre Gott
Was kann uns kommen an für Not
Die mit der Autorenangabe Heinrich Scheidemann überlieferten, umfangreichen Choralfantasien
Allein zu dir, Herr Jesu Christ
sowie
Ein feste Burg ist unser Gott
wurden von Klaus Beckmann Franz Tunder zugewiesen.